# Sint-Caroluskerk (Holsbeek)

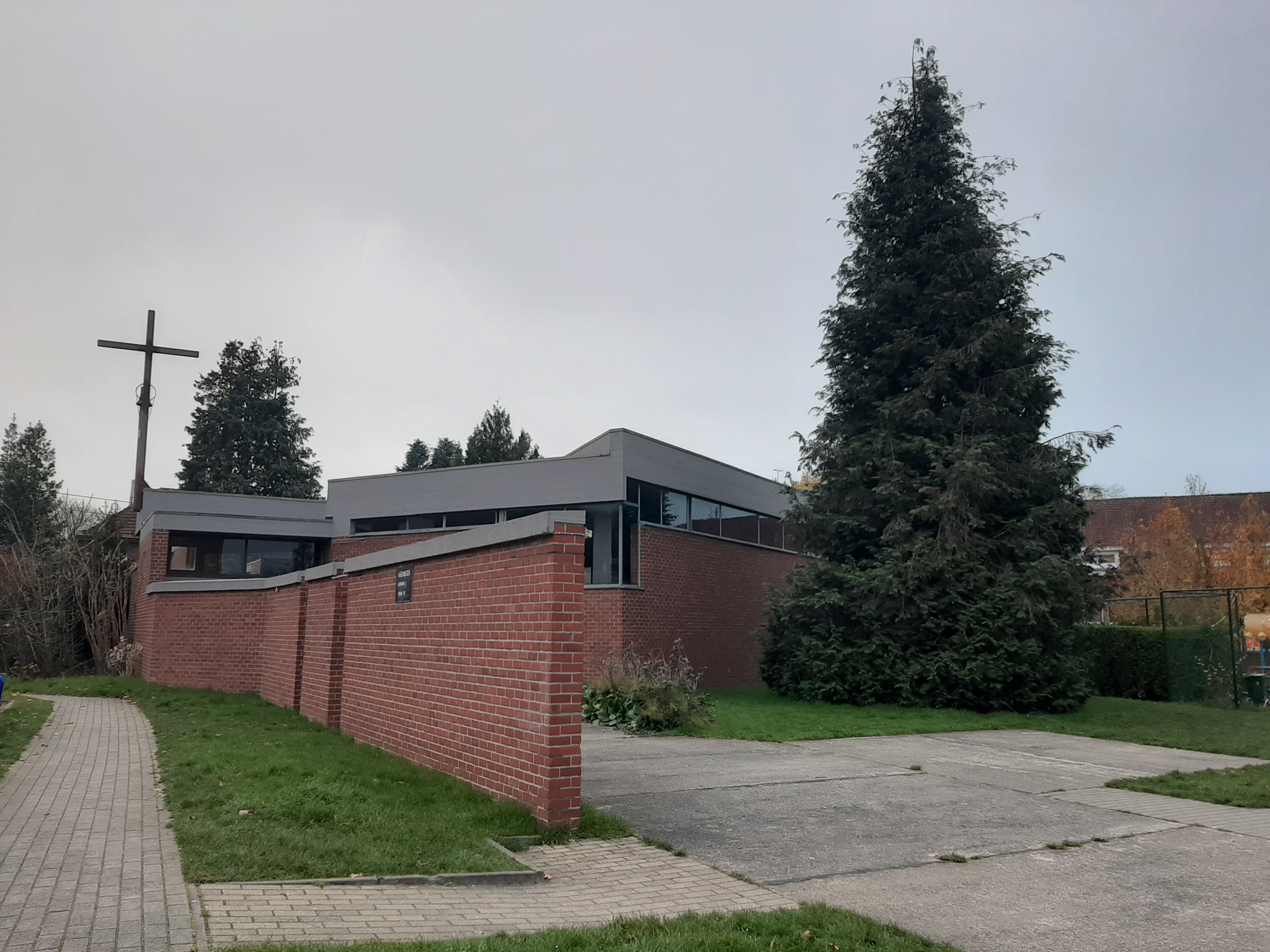
Sint-Caroluskerk (Holsbeek)

De Sint-Caroluskerk is de parochiekerk van de tot de Vlaams-Brabantse gemeente Holsbeek behorende wijk Attenhoven, gelegen aan Klein Langeveld.

## Geschiedenis
Aanvankelijk was hier het gehucht De Plein, een arbeiderswijk tussen Holsbeek en Kessel-Lo. In 1934 werd hier een kapel opgericht. Ook ontstonden er een school en een patronaatshuis. In 1942 werd de wijk verheven tot zelfstandige parochie. Geldgebrek verhinderde de bouw van een definitieve kerk.
In 1967-1969 kwam een definitief kerkgebouw tot stand naar ontwerp van Marc Dessauvage. Ook belangrijke onderdelen van het kerkmeubilair, zoals altaar, banken en tabernakel, zijn van de hand van Dessauvage. De kruiswegstaties werden in 1948 vervaardigd door Anto Carte en zijn afkomstig uit de vroegere kapel. In 1985 werd het klokje, dat voorheen in de kapel had gehangen, bij de kerk aangebracht.

## Gebouw
Het betreft een vijfhoekig kerkgebouw met platte daken, gebouwd in beton en baksteen en qua architectuur neigend naar het brutalisme. Onder het dak bevindt zich een rand van glazen vensters.